# Bahnstrecke York–Beverley
| Streckenlänge: | 55 km                |                                        |                                        |
| Spurweite: | 1435 mm (Normalspur) |                                        |                                        |
| |                      |                                        |                                        |
| \| \| \| von London \| \| \| \| York \| \| \| \| nach Edinburgh \| \| \| \| nach Scarborough \| \| \| \| River Foss \| \| \| \| Earswick \| \| \| \| A64 \| \| \| \| Warthill zur Sand Hutton Light Railway \| \| \| \| Holtby \| \| \| \| River Derwent \| \| \| \| Stamford Bridge \| \| \| \| Fangfoss \| \| \| \| Pocklington \| \| \| \| Nunburnholme \| \| \| \| Londesborough Park \| \| \| \| Londesborough \| \| \| \| von Selby \| \| \| \| Market Weighton \| \| \| \| nach Driffield \| \| \| \| Kiplingcotes \| \| \| \| Cherry Burton \| \| \| \| von Driffield \| \| \| \| Beverley \| \| \| \| nach Hull \| |                      |                                        |                                        |
| Strecke |                      | von London                             | von London                             |
| Bahnhof |                      | York                                   | York                                   |
| Abzweig geradeaus und nach links |                      | nach Edinburgh                         | nach Edinburgh                         |
| Abzweig ehemals geradeaus und nach links |                      | nach Scarborough                       | nach Scarborough                       |
| Brücke über Wasserlauf (Strecke außer Betrieb) |                      | River Foss                             | River Foss                             |
| Bahnhof (Strecke außer Betrieb) |                      | Earswick                               | Earswick                               |
| |                      | A64                                    |                                        |
| Bahnhof (Strecke außer Betrieb) |                      | Warthill zur Sand Hutton Light Railway | Warthill zur Sand Hutton Light Railway |
| Haltepunkt / Haltestelle (Strecke außer Betrieb) |                      | Holtby                                 | Holtby                                 |
| Brücke über Wasserlauf (Strecke außer Betrieb) |                      | River Derwent                          | River Derwent                          |
| Bahnhof (Strecke außer Betrieb) |                      | Stamford Bridge                        | Stamford Bridge                        |
| Haltepunkt / Haltestelle (Strecke außer Betrieb) |                      | Fangfoss                               | Fangfoss                               |
| Bahnhof (Strecke außer Betrieb) |                      | Pocklington                            | Pocklington                            |
| Haltepunkt / Haltestelle (Strecke außer Betrieb) |                      | Nunburnholme                           | Nunburnholme                           |
| Haltepunkt / Haltestelle (Strecke außer Betrieb) |                      | Londesborough Park                     | Londesborough Park                     |
| Bahnhof (Strecke außer Betrieb) |                      | Londesborough                          | Londesborough                          |
| Abzweig geradeaus und von rechts (Strecke außer Betrieb) |                      | von Selby                              | von Selby                              |
| Bahnhof (Strecke außer Betrieb) |                      | Market Weighton                        | Market Weighton                        |
| Abzweig geradeaus und nach links (Strecke außer Betrieb) |                      | nach Driffield                         | nach Driffield                         |
| Haltepunkt / Haltestelle (Strecke außer Betrieb) |                      | Kiplingcotes                           | Kiplingcotes                           |
| Haltepunkt / Haltestelle (Strecke außer Betrieb) |                      | Cherry Burton                          | Cherry Burton                          |
| Abzweig ehemals geradeaus und von links |                      | von Driffield                          | von Driffield                          |
| Bahnhof |                      | Beverley                               | Beverley                               |
| Strecke |                      | nach Hull                              | nach Hull                              |

Die Bahnstrecke York–Beverley befand sich im Norden Englands. Sie verlief von York über Market Weighton durch die südlichen Yorkshire Wolds nach Beverley in East Riding of Yorkshire und war von 1865 bis 1965 in Betrieb.

## Geschichte

### Bau
Der Bau einer Bahnlinie von York über Beverley nach Hull wurde ursprünglich durch die York and North Midland Railway (Y&NMR) und deren Vorsitzenden George Hudson vorangetrieben. Um sein Monopol in East Yorkshire zu festigen, kaufte Hudson 1845 das Landgut Londesborough nahe Market Weighton. Mit diesem Schritt kam er der Manchester & Leeds Railway zuvor, die ebenfalls den Bau einer Linie nach Hull in dieser Gegend geplant hatte. Als sich von den ansässigen Kanalbesitzern Widerstand zum Bau regte, kaufte Hudson deren Besitz zu überhöhten Preisen auf.
Die parlamentarische Genehmigung für die Strecke erfolgte 1846. Aufgrund des meist ebenen Terrains konnte der Abschnitt zwischen York und Market Weighton bereits am 3. Oktober 1847 eröffnet werden. 
1849 musste Hudson zurücktreten. Grund war ein Finanzskandal, in den eine seiner anderen Eisenbahnfirmen, die Eastern Counties Railway, verwickelt war. Dadurch verzögerte sich der Bau des zweiten Abschnitts durch die Wolds nach Beverley um ganze 17 Jahre. Die Y&NMR musste sich konsolidieren und wurde 1854 Teil der North Eastern Railway (NER). Dabei mussten der Bau bzw. die Planungen neuer Bahnstrecken vorerst eingestellt werden. 
Bevor der Lückenschluss nach Beverley erfolgen konnte, musste die NER jedoch zuerst eine Auseinandersetzung mit dem MP Lord Hotham lösen, welcher östlich von Market Weighton Land besaß. Er stimmte einem Bau letztendlich unter der Bedingung zu, dass sein Grundstück (bei Kiplingcotes) einen eigenen Haltepunkt bekommen sowie an Sonntagen kein Zug verkehren sollte. Nach Fertigstellung des zweiten Abschnitts konnte schließlich am 1. Mai 1865 der erste Zug die gesamte Strecke befahren.  
Die Strecke mündete damals nördlich von York in die der Y&NMR gehörenden Bahnstrecke York–Scarborough sowie am westlichen Ende nördlich von Beverley in die Bahnstrecke Hull–Bridlington. 1889 wurde die Strecke zweigleisig ausgebaut, und der Bahnübergang an der starkbefahrenen A64 zwischen York und Scarborough wurde in den 1930ern durch eine Unterführung ersetzt. 1890 wurde Market Weighton mit der vollständigen Errichtung der Bahnstrecke Driffield–Selby zu einem Bahnknotenpunkt.

### Pläne zur Modernisierung
Trotz der Schließung mehrerer, wenig benutzter Haltepunkte in den 1950ern schien der Betrieb der Strecke zu Beginn des nachfolgenden Jahrzehnts gesichert. Es fuhren bei einer konstant hohen Passagierzahl neun Züge je Richtung pro Tag, dabei machte die Linie jährlich 5.000 £ Gewinn. Ein erster Schritt zur Modernisierung der Strecke wurde mit der Installierung der ersten automatischen Bahnschrankenanlage Großbritanniens bei Warthill getätigt. Im Mai 1961 wurde mit der Ingenieursfirma Westinghouse ein Vertrag über die weitere Modernisierung geschlossen. Innerhalb von Wochen wurden die ersten Ladungen von Baumaterial nach Pocklington geliefert. Der Großteil der Umbaupläne umfasste die Verringerung der Betriebskosten durch die Stilllegung eines der beiden Streckengleise, dabei sollten Ausweichstellen bei Pocklington und Market Weighton eingebaut werden. Des Weiteren sollten 19 der 22 mit einem Gatter versehenen Bahnübergänge mit neuen automatischen Halbschranken versehen werden. Außerdem war die komplette Modernisierung des Signalsystems vorgesehen.

### Stilllegung
Hatten die Arbeiten an der Strecke gerade erst begonnen, so wurde das Projekt im Februar 1962 plötzlich auf Eis gelegt. British Railways gab an, die Arbeitsvorgänge müssten zugunsten einer "Neubewertung" der finanziellen Machbarkeit unterbrochen werden. Mit der Veröffentlichung eines entsprechenden Berichts am 27. März 1963 wurde das Schicksal der Bahnlinie besiegelt. Richard Beeching hatte die Strecke zur Stilllegung vorgeschlagen, da sie laut eigener Rechnung bei Einbezug aller Kosten eine negative Bilanz aufwies. Die Schließung der scheinbar profitablen Linie sollte stattdessen größere finanzielle Rücklagen ermöglichen. Beeching argumentierte zudem, die meisten Bahnpassagiere pendelten zwischen Hull und York, wodurch die Strecke angesichts der parallel existenten Bahnstrecke Hull–York (via Selby) obsolet wäre. Der Wahlsieg der Labour-Partei 1964 ließ Hoffnungen auf ein Überleben der Strecke wecken, jedoch musste der Premier Harold Wilson schon bald von seinem Wahlversprechen des Erhalts der von der Rationalisierung betroffenen Bahnlinien abrücken. Der Protest vieler Lokalbehörden entlang der Linie wurde ignoriert, und auch die Sekretärin des Verkehrsministeriums, Barbara Castle, befürwortete die Stilllegung. Die letzten Züge fuhren am 27. November 1965; der allerletzte war ein Dieseltriebwagen mit fünf weiteren Waggons, der abends um 21:42 Uhr vom Bahnhof in York nach Hull abfuhr.

## Die Strecke heute

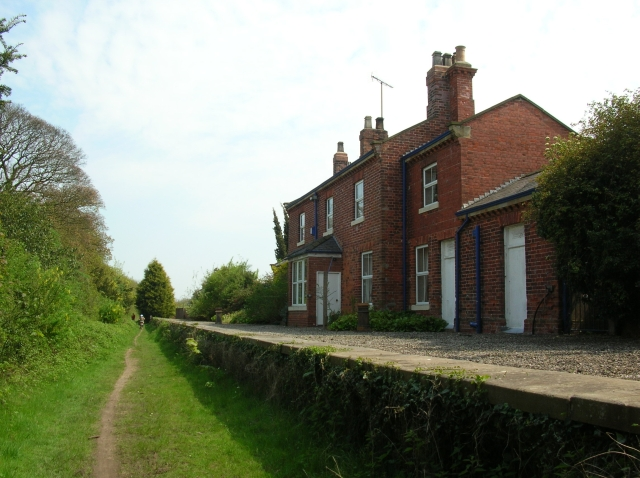
Bahnhof von Cherry Burton

Vier Jahre nach der Stilllegung wurden alle ehemaligen Bahnflächen sowie das gesamte Kapital der Strecke an lokal ansässige Grundbesitzer und Entwickler verkauft. Der Verkauf hatte zur Folge, dass auf der ehemaligen Strecke teilweise auch Häuser errichtet wurden. Dennoch blieben der Großteil des Gleisbetts sowie mehrere Bahnhofsgebäude und Stellwerke bis heute erhalten. Das Bahnhofsgebäude Pocklingtons wurde zu einem Grade II listed building und beherbergt heute die Sporthalle der dortigen Schule. In Stamford Bridge überdauerten sowohl das Bahnhofsgebäude als auch der Lokschuppen und die beiden Bahnsteige mit dem Gleisbett die Zeit. Das Gatter am Bahnübergang der High Catton road ist Zeugnis der damals nicht vollbrachten Modernisierung der Strecke. Das imposante Viadukt aus Backstein und Gusseisen über den River Derwent nahe Stamford Bridge blieb ebenso bestehen und wurde 1991 renoviert. Auch die Bahnhofsgebäude von Warthill, Holtby, Fangfoss und Kiplingcotes existieren noch heute.
Die Bahnhofsgebäude von Market Weighton wurden 1979 restlos abgerissen. Auch am ehemaligen  Bahnhof Earswick sind außer einem Signalmasten keine Spuren des Bahnbetriebs mehr zu sehen. Der Mast steht heute vor einem Pub, der auf dem früheren Gleisbett erbaut wurde. Zwischen Market Weighton und Beverley wurde das Gleisbett in einen Radweg, den Hudson cycle path, umgewandelt.

## Reaktivierung?

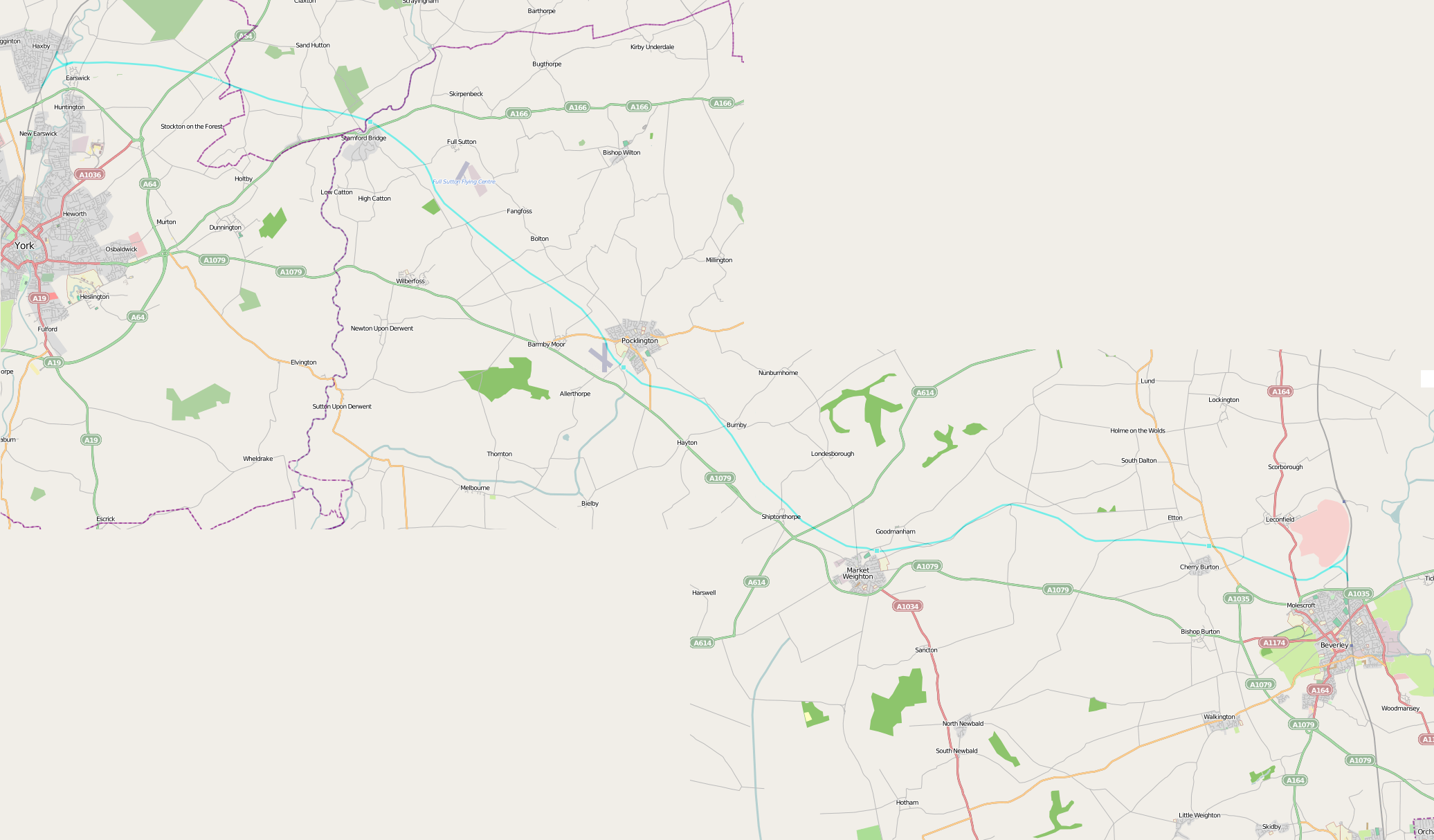
Möglicher Verlauf einer neuen Trasse

In letzter Zeit wurde eine Wiedereröffnung der Strecke von Beverley nach Hull von der ansässigen Bevölkerung stark befürwortet. Die Initiatoren einer Kampagne für den Streckenbau argumentieren, die Bahnlinie sei auf unfaire Weise stillgelegt worden, und die Hauptstraßen von East Riding of Yorkshire, insbesondere die A1079, seien dem motorisierten Verkehrsaufkommen nicht mehr gewachsen. Ein Bericht bescheinigte 2004 einer möglichen Trasse zwar die Realisierbarkeit, würde aber etwa 239 Mio £ kosten. Die Grafschaftsrat von East Riding of Yorkshire unterstützt die gemachten Vorschläge, jedoch wurden bisher keine weiteren Fortschritte erzielt. 
Aufgrund der Landverkäufe von British Rail wurde an vielen Stellen entlang der Strecke gebaut, wie etwa bei Pocklington, Stamford Bridge und Huntington, einem Stadtteil von York. Im Falle einer Realisierung der Strecke könnte sie also keinesfalls exakt an selber Stelle errichtet werden.  
Jedoch schlugen im Jahr 2006 erschienene Dokumente des Grafschaftsrates von East Riding of Yorkshire als Teil des Local Development Framework Transport Development Plan neue Trassierungsvarianten vor, die den Bau neuer Haltepunkte an denselben Orten beinhalten.